# Deidad de la vegetación

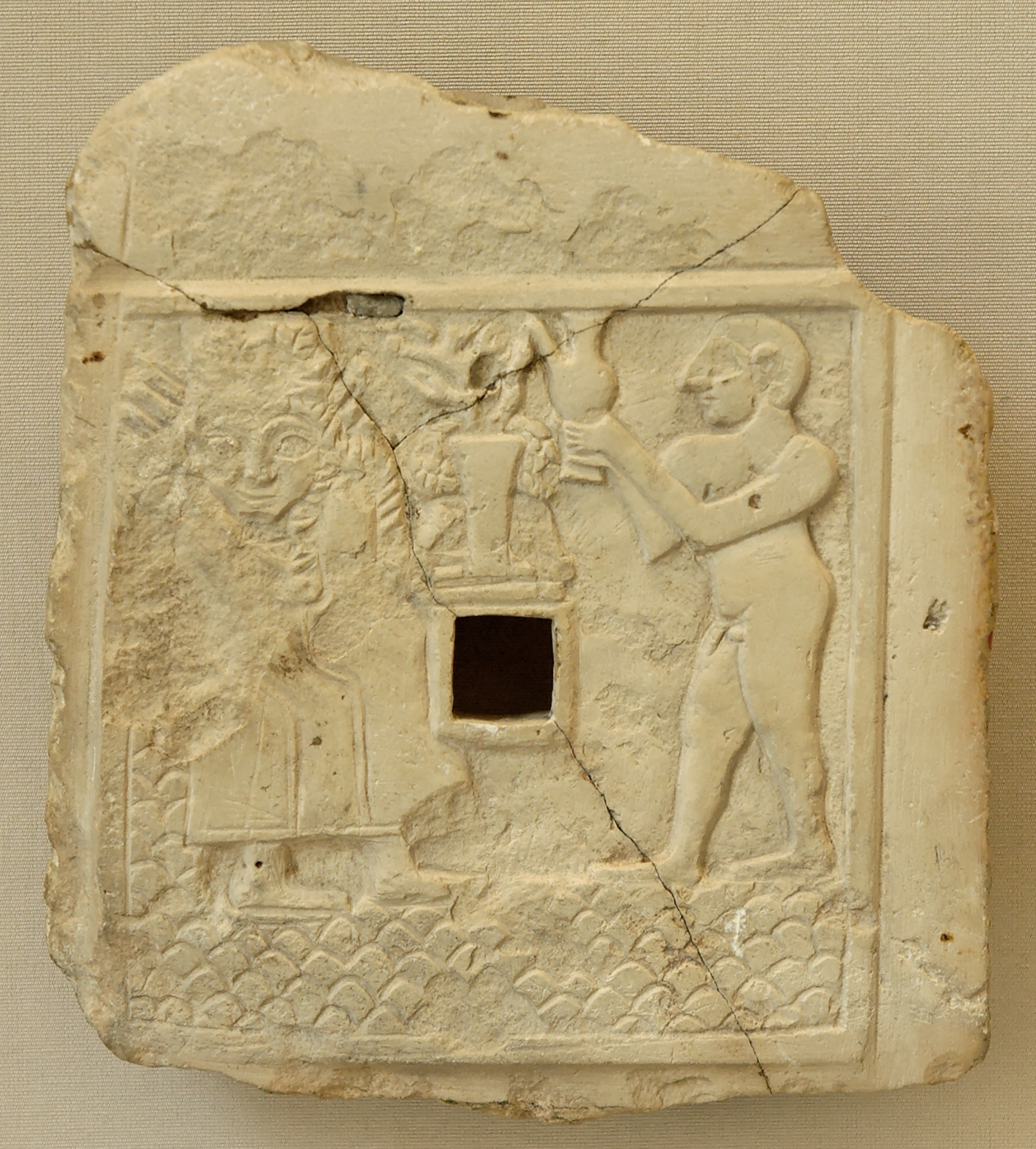
Relieve de una libación a una diosa de la vegetación (h. 2500 a. C.), hallado en la antigua Ngirsu, expuesto en el Museo del Louvre.

Una deidad de la vegetación es una deidad de la naturaleza cuya desaparición y reaparición, o su ciclo de vida, muerte y renacimiento, simboliza el proceso de crecimiento de las plantas. En el marco del culto a la naturaleza, esta deidad puede ser un dios o una diosa con la capacidad de regenerarse. A menudo, las deidades de la vegetación también se consideran deidades de la fertilidad. Estas figuras suelen experimentar un proceso de desmembramiento (véase sparagmos), dispersión y reintegración, narrado en un mito o representado mediante un ritual religioso. Este patrón cíclico adquiere un significado teológico relacionado con temas como la inmortalidad, la resurrección y la reencarnación. Los mitos de la vegetación presentan similitudes estructurales con ciertos mitos de la creación, en los que partes del cuerpo de un ser primordial dan origen a elementos del cosmos, como ocurre en el mito nórdico de Ymir en la mitología nórdica.
En la mitografía de los siglos XIX y principios del XX, esta figura se asocia con el concepto del "espíritu del grano", donde "grano" se refiere a los cereales en general. Sin embargo, esta simplificación puede reducir el concepto a una generalidad vacía, como señaló Walter F. Otto al criticar el uso de un "nombre tan inútil y pretencioso como 'deidad de la vegetación'".

## Ejemplos de mitos de vegetación

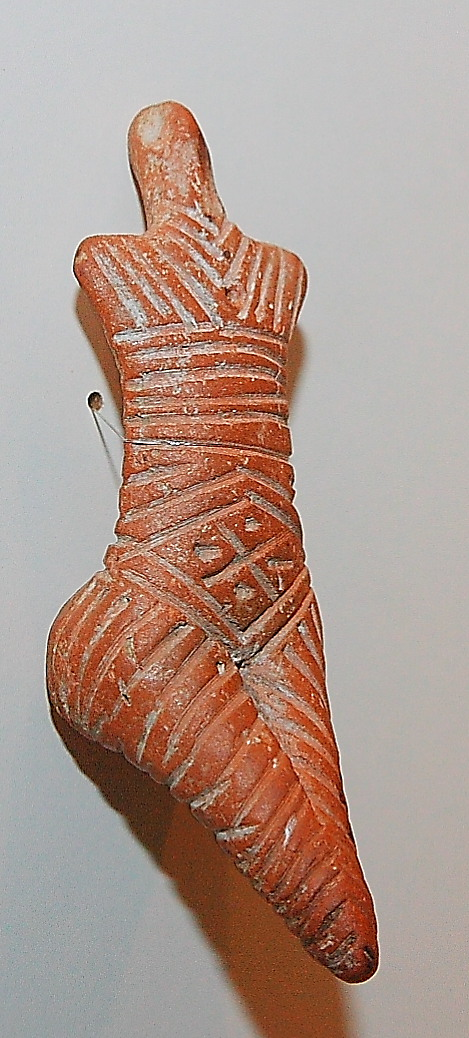
Figurilla de la cultura Cucuteni-Tripilia con un patrón de campo sembrado.

En la tradición de la religión mesopotámica, durante el viaje de Inanna o Ishtar al inframundo, la tierra se vuelve estéril, impidiendo la reproducción tanto de humanos como de animales. Tras enfrentarse a Ereshkigal, su hermana y soberana del inframundo, Inanna es asesinada, pero un emisario de los dioses le administra pociones que la devuelven a la vida. Solo se le permite regresar al mundo superior si alguien ocupa su lugar. Su esposo, el dios de la vegetación Tammuz, acepta pasar la mitad del año en el inframundo, período durante el cual la vegetación muere. Su retorno marca el reverdecimiento de la tierra.
En la religión del Antiguo Egipto, los logros culturales de Osiris entre los pueblos de la tierra despiertan la envidia de su hermano Set, quien lo mata y desmiembra. La esposa de Osiris, Isis, emprende un viaje para recolectar las catorce partes dispersas de su cuerpo. En algunas versiones, entierra cada parte donde la encuentra, haciendo que el desierto florezca con vegetación. En otras, recompone su cuerpo y lo resucita, tras lo cual Osiris se convierte en el soberano del más allá.
En el folclore europeo, la fertilidad de una mujer se vincula con la agricultura. Las figurillas de diosas de la vegetación de la cultura de Cucuteni presentan un patrón de rombo y puntos que simboliza un campo sembrado y la fertilidad femenina. La muerte de la vegetación también se asocia con el viaje al inframundo de Ningizzida.

## Lista de deidades de la vegetación
Otros ejemplos de deidades de la vegetación incluyen:
- Adonis (griega)
- Atis (griega)
- Baal (cananea)
- 百花仙子, Diosa de las Flores (china)
- Blodeuwedd (galesa)
- Ceres (romana)
- Crono (griega)
- Deméter (griega)
- Dioniso (griega)
- Jarilo (eslava)
- Modron (galesa)
- Madre Naturaleza (global)
- Ningizzida (mesopotámica)
- Opora (griega)
- Osiris (egipcia)
- Pachamama (inca)
- Perséfone (griega)
- Phouoibi (meitei)
- Proserpina (romana)
- Rauni (finlandesa)
- Saturno (romana)
- Tammuz (mesopotámica)
- Xipe Tótec (azteca)
- Trà y Uất Lũy, Dioses del Flor de Melocotón (vietnamita)

## Lecturas complementarias
- Hatt, Gudmund. "The Corn Mother in America and in Indonesia." Anthropos 46, núm. 5/6 (1951): 853–914. Acceso el 8 de julio de 2020. www.jstor.org/stable/40449544.